# Michael Feinstein
Michael Jay Feinstein (né le 7 septembre 1956), est un chanteur, pianiste et musicologue américain. Il est un interprète, et un historien et archiviste, du répertoire du Great American Songbook. En 1988, il remporte le Drama Desk Special Award pour sa contribution aux chansons des comédies musicales de Broadway. Feinstein a été également nommé à cinq reprises aux Grammy Awards et a reçu plusieurs disques de platine. Il est actuellement directeur artistique du Center for the Performing Arts à Carmel, dans l'Indiana.

## Biographie

### Jeunesse
Feinstein est né à Columbus dans l'Ohio, fils de Florence Mazie (née Cohen), danseuse de claquettes amateur, et d'Edward Feinstein, responsable des ventes pour la Sara Lee Corporation et ancien chanteur amateur. Sa famille est d'origine juive. Il a commencé a  étudié le piano à l'âge de cinq ans.

### Carrière
Après avoir obtenu son diplôme de lycée, Feinstein a travaillé pendant deux ans dans des pianos-bars locaux. À l'âge de 20 ans, il déménage à Los Angeles. Par l'intermédiaire de la veuve du pianiste de concert Oscar Levant, il est présenté à Ira Gershwin en 1977, qui l'engage pour cataloguer sa vaste collection d'enregistrements phonographiques. Cette mission l'a conduit à six années de recherche, de catalogage et de conservation des partitions inédites et des enregistrements rares possédés par Ira Gershwin, assurant ainsi l’héritage non seulement de celui ci, mais également de son frère, le compositeur George Gershwin, décédé quatre décennies plus tôt. Durant cette période, Feinstein fait la connaissance de la voisine d'Ira Gershwin, la chanteuse Rosemary Clooney, avec laquelle il noue des liens d'amitié très profonds qui durèrent jusqu'à la mort de celle ci. Feinstein a été consultant musical pour le spectacle de Broadway My One and Only en 1983, un pastiche de Comédie musicale composé de chansons de Gershwin.
À partir du milieu des années 1980, Feinstein est devenu un chanteur-pianiste de cabaret renommé, connu pour être un fervent défenseur du Great American Song Book. En 1986, il enregistre son premier CD, Pure Gershwin (1987), un recueil des chansons de George et Ira Gershwin. Ont rapidement suivi  les albums Live at the Algonquin (1986); Remember: Michael Feinstein Sings Irving Berlin (1987); Isn't It Romantic (1988), une collection de standards et son premier album accompagné par un orchestre; et Over There (1989), mettant en vedette la musique de l'Amérique et de l'Europe pendant la Première Guerre mondiale. Feinstein a enregistré son seul album pour enfants, Pure Imagination, en 1992.
Entre 1988 et 1990, Feinstein a joué à Broadway dans une série de concerts: Michael Feinstein in Concert (avril à juin 1988), Michael Feinstein in Concert: "Isn't it romantic" (octobre à novembre 1988) et Michael Feinstein in Concert: piano and voice (octobre 1990). Il est retourné à Broadway en 2010, dans un concert spécial en duo avec Dame Edna intitulé All About Me (mars à avril 2010).
Au début des années 90, Feinstein s’engage dans un ambitieux projet dans lequel il réalise une série d'albums, chacun consacré à un compositeur différent, souvent accompagné du compositeur lui-même. On peut notamment citer les collaborations avec Burton Lane (deux albums: 1990, 1992), Jule Styne (1991), Jerry Herman (Michael Feinstein Sings the Jerry Herman Songbook, 1993), Hugh Martin (1995), Jimmy Webb ( Only One Life: The Songs de Jimmy Webb, 2003) et Jay Livingston / Ray Evans (2002). Il a également enregistré trois albums de standards avec Maynard Ferguson : Forever (1993), Such Sweet Sorrow (1995) et Big City Rhythms (1999).
À la fin des années 1990, Feinstein a enregistré deux autres albums de musique de Gershwin : Nice Work If You Can Get It: Songs by the Gershwins (1996) et Michael & George: Feinstein Sings Gershwin (1998). Les albums suivant incluent Romance on Film, Romance on Broadway (2000), Michael Feinstein avec l'Orchestre philharmonique d'Israël (2001), Hopeless Romantics (2005, mettant en vedette George Shearing ) et The Sinatra Project (2008).

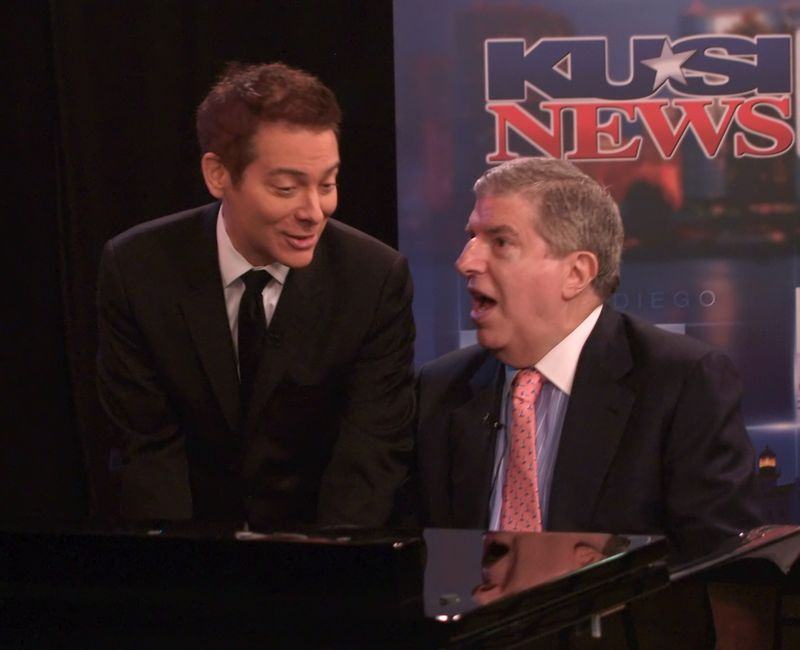
Michael Feinstein et Marvin Hamlisch interprétant en duo "Anything Goes " de Cole Porter en 2009.

En 2000, la Library of Congress a nommé Feinstein au sein du National Recording Preservation Board, un organisme nouvellement créé, destiné à la sauvegarde du patrimoine musical américain .
En 2008, Michael Feinstein fonde The Great American Songbook Foundation à Carmel, dans l'Indiana. La mission de la Fondation inclut la préservation, la recherche et la présentation des partitions du Great American Songbook, publiées ou inédites, et l'éducation des jeunes sur la pertinence de la musique dans la vie. La fondation abrite une bibliothèque d'archives et de documents de référence; il existe des plans pour un musée autonome. La fondation organise également chaque année un concours consacré au Great American Songbook, destiné aux lycéens de tous les États-Unis. Feinstein est membre du jury depuis sa création en 2009 . Les finalistes se rassemblent au siège de la fondation pour des cours de chant intensifs et une compétition finale. Le lauréat reçoit une bourse d’études et l’occasion de se produire avec Michael Feinstein dans son cabaret de New York.
En 2009, Feinstein a été nommé directeur artistique du Center for the Performing Arts situé à Carmel, dans l'Indiana. La construction du site, doté de trois salles et doté d'un budget de 170 millions de dollars, s'est achevée en janvier 2011. Le Centre accueille chaque année un festival artistique international et diverses émissions en direct.
En plus de ses représentations en public, Feinstein est apparu au cours de sa carrière dans plusieurs séries télévisées, documentaires et talk-shows.
En 2010, la chaine de télévision PBS  a diffusé Michael Feinstein's American Songbook, un documentaire en trois parties qui retrace l'histoire de la chanson populaire américaine jusqu'en 1960, ainsi que la vie et la carrière de Feinstein.
Feinstein a également écrit la partition de deux comédies musicales, The Night They Saved, Macy's Parade et The Gold Room .
Depuis 2012, Feinstein anime l'émission hebdomadaire radiophonique Song Travels with Michael Feinstein, produite par South Carolina ETV Radio et distribuée par NPR. Au programme, Feinstein explore les chansons légendaires de l'Amérique du XXe siècle. La série passe en revue l'évolution de la chanson populaire américaine à travers ses interprètes . Des podcasts de l’émission sont également disponibles sous le titre Song Travels Express
Feinstein a été nommé chef principal de l'Orchestre du Pasadena POPS en 2012 et a fait ses débuts en juin 2013. En 2016, le contrat de Feinstein avec le Pasadena POPS a été prolongé jusqu'en 2019 . Sous la direction de Feinstein, le Pasadena POPS est devenu un des principaux représentants du Great American Song Book dans l'arène orchestrale américaine.
Les mémoires de Feinstein, The Gershwins and Me: A Personal History in Twelve Songs consacrées a la période où il a travaillé pour Ira Gershwin, ont été publiés à l'automne 2012, accompagnées d'un CD de Feinstein interprétant les musiques des frères Gershwin citées dans le livre .
En avril 2013, Michael a publié un nouveau CD intitulé « Change of Heart: The Songs of André Previn» (Concord) en collaboration avec le compositeur-chef d'orchestre-pianiste André Previn.

### Vie privée
En octobre 2008, Feinstein a épousé son compagnon de longue date, Terrence Flannery. Feinstein et Flannery résident à New York, Los Angeles et dans l'Indiana .

## Discographie
- 1986 : Live at the Algonquin (Asylum)
- 1987 : Pure Gershwin (Asylum)
- 1987 : Remember: Michael Feinstein Sings Irving Berlin (Asylum)
- 1988 : Isn't It Romantic (Asylum)
- 1989 : The M.G.M. Album (Elektra)
- 1989 : Over There (EMI Digital)
- 1990 : Michael Feinstein Sings the Burton Lane Songbook, Vol. 1 (Elektra/Nonesuch)
- 1991 : Michael Feinstein Sings the Jule Styne Songbook (Elektra/Nonesuch)
- 1992 : Michael Feinstein Sings the Burton Lane Songbook, Vol. 2 (Elektra)
- 1992 : Pure Imagination (Elektra)
- 1993 : Michael Feinstein Sings the Jerry Herman Songbook (Elektra/Asylum)
- 1993 : Forever (with Maynard Ferguson) (Elektra)
- 1995 : Such Sweet Sorrow (Atlantic)
- 1995 : Michael Feinstein Sings the Hugh Martin Songbook (Elektra/Asylum)
- 1996 : Nice Work If You Can Get It: Songs by the Gershwins (Atlantic)
- 1998 : Nobody But You (Wea International)
- 1998 : Michael & George: Feinstein Sings Gershwin (Concord Jazz)
- 1999 : Big City Rhythms (Concord)
- 2000 : Romance on Film, Romance on Broadway (Concord)
- 2001 : Michael Feinstein with the Israel Philharmonic Orchestra (Concord)
- 2001 : With a Song in My Heart (Concord)
- 2001 : An Intimate Holiday with Michael Feinstein (Concord)
- 2002 : The Michael Feinstein Anthology (Elektra/Rhino)
- 2002 : Livingston and Evans Songbook (Feinery)
- 2003 : Only One Life: The Songs of Jimmy Webb (Concord Jazz)
- 2005 : Hopeless Romantics (with George Shearing) (Concord)
- 2008 : The Sinatra Project (Concord)
- 2009 : The Power of Two (with Cheyenne Jackson) (Harbinger Records)
- 2010 : Fly Me to the Moon (with Joe Negri) (DuckHole Records)
- 2011 : Cheek to Cheek: Cook and Feinstein (with Barbara Cook) (DuckHole Records)
- 2011 : We Dreamed These Days (DuckHole Records)
- 2011 : The Sinatra Project, Vol. 2: The Good Life (Concord)
- 2013 : Change of Heart: The Songs of André Previn (Telarc)
- 2014 : A Michael Feinstein Christmas (Concord)